# Rhamnus leptophylla
Rhamnus leptophylla là một loài thực vật có hoa trong họ Táo. Loài này được C.K. Schneid. miêu tả khoa học đầu tiên năm 1908.